# 명탐정 코난: 세기말의 마술사
《명탐정 코난: 세기말의 마술사》(일본어: 名探偵コナン 世紀末の魔術師, 영어: Detective Conan: The Last Wizard of the Century)는 1999년 4월 17일에 개봉한 명탐정 코난의 3번째 극장판이다. 흥행수입은 26억엔이며, 배급수입은 14억 5000엔이다. 관객 동원 수는 216만 명이다. 투니버스에서 한국말로 더빙한 애니메이션을 방영하였다.

## 소개
새로 발견한 로마노프 왕조의 유산 임페리얼 이스터 에그를 노린다는 괴도 키드의 예고장이 스즈키 재벌에게 도착했다. 이에 코난과 그의 일행은 에그가 있는 오사카 (한국명 : 부산)로 향한다. 의뢰인 스즈키 회장과 면회하여 그 개요를 묻는 코난과 일행은, 문제의 에그를 여러 명이 수 억엔씩 내서 손에 넣으려고 한다는 사실을 알게 되고 나카모리 긴죠(임은삼)와 모리 코고로 (유명한)는 괴도 키드의 이런 예고장을 나름 해석하여 준비를 한다. 한편, 코난 일행은 핫토리 헤이지 (하인성)와 토야마 카즈하 (서가영)와 함께 오사카 (한국명: 부산)의 거리를 걷는다. 이때 괴도 키드의 진짜 의미를 알아차린 코난 일행은 에그를 훔치던 괴도 키드를 발견하고 추적한다. 그러나 핫토리 헤이지 (하인성)는 교통사고로 부상을 입고, 코난은 스케이트 보드를 이용해 괴도 키드를 추적하는 그 순간 괴도 키드는 누군가에게 저격당한다. 그 후, 도쿄 (한국명: 서울)로 향하는 크루즈 선내에서 사건이 발생하는데...

## 등장인물

### 주조연 캐릭터
- 에도가와 코난 (코난) : 타카야마 미나미 / 김선혜
- 쿠도 신이치 (남도일) : 야마구치 캇페이 / 강수진
- 괴도 키드 (고희도) : 야마구치 캇페이 / 신용우
- 모리 란 (유미란) : 야마자키 와카나 / 이현진
- 모리 코고로 (유명한) : 카미야 아키라  / 이정구
- 하이바라 아이 (홍장미) : 하야시바라 메구미 / 우정신
- 코지마 겐타 (고뭉치) : 타카기 와타루 / 한인숙
- 츠부라야 미츠히코 (박세모) : 오타니 이쿠에 / 정선혜
- 요시다 아유미 (한아름) : 이와이 유키코 / 여민정
- 핫토리 헤이지 (하인성) : 호리카와 료 / 최재호
- 토야마 카즈하 (서가영) : 미야무라 유코 / 한신정
- 스즈키 소노코 (정보라) : 마츠이 나오코 / 이용신
- 아가사 박사 (브라운 박사) : 오가타 겐이치 / 황원
- 메구레 쥬죠 (골롬보 반장) : 챠후린 / 조동희
- 시라토리 닌자부로 (백동훈 형사) : 이노우에 카즈히코 / 서윤선
- 타카기 와타루 (신형선 형사) : 타카기 와타루 / 김광국
- 사토 미와코 (오지인 형사) : 유야 아츠코 / 한채언
- 나카모리 긴죠 (임은삼 반장) : 이시즈카 운쇼 / 정명준

### 극장판 캐릭터
- 세르게이 오프치니코프 (41세) : 죠 하루히코 / 최석필

러시아 대사관 일등 서기관. 새로 발견한 로마노프 왕조의 보물 임페리얼 이스터 에그를 만든 곳이 러시아이기 때문에 그 이유로 임페리얼 이스터 에그를 만든 (한국명: 채길석)의 증손녀인 (한국명: 채나미)에게 러시아 박물관에 기증해달라고 부탁한다. 그러나 코사카 키이치(한국명: 채길석)이 자신의 아내의 보석을 팔아 지은 보태니카의 성에서 러시아는 임페리얼 이스터 에그의 소유권을 포기하고 코사카 나쓰미(한국명: 채나미)에게 준다.
- 이느이 쇼이치(한국명: 조장일) (45세) : 오오츠카 치카오 / 이호산

미술상. 미술적 가치가 있는 임페리얼 이스터 에그를 80억에 주고 사려고 스즈키 시로(한국명: 정준영)회장을 방문하였다. 뭔가 수상하며 스콜피온이 권총에 소음기를 다는 순간을 포착하여 살해당한다. 보태니카의 성의 귀부인의 방에 있던 금고를 털어 보석을 가져가려 했으나 초대 주인 코사카 키이치(한국명: 채길석)의 비밀 장치 때문에 실패하였다.
- 사가와 류(한국명: 한지용) (32세) : 오쓰카 요시타다 / 김소형

영상 작가. 세계 곳곳에 다니며 비디오 카메라로 촬영한다. 러시아 니콜라이 2세 황제의 셋째 딸 마리아의 반지를 가지고 있었다. 그 후 어떤 이유로 스콜피온에게 총살당한다.
- 호시 세이란(한국명: 포사 청란) (27세) 중국명: 푸스 친란(한국판: 푸스 틴란) : 후지타 토시코 / 정선혜

러시아 로마노프 왕조와 친분이 있었던 그리고리 라스푸틴의 후손으로 오른쪽 눈에 총을 쏜다. 로마노프 왕조의 마지막 황제 니콜라이 2세의 3째와 결혼한 세기말의 마술사의 에그를 라스푸틴의 후손인 자신이 가져가야 한다고 생각하여 코난 일행과 함께 스즈키 재벌(한국판: 보라그룹)의 크루즈를 타고 간다.
- 니시노 마코토(한국명: 이시호) (29세) : 미야모토 미츠루 / 박성태

스즈키 시로(한국명: 정준영)회장의 비서. 예전에 여행을 자주 다녀 영어,독어,불어를 아주 유창하게 잘한다. 2년 전 아시아 일주를 하다 내전으로 집이 불타버린 불쌍한 여자아이를 찍고있던 사가와 류(한국명: 한지용)에게 그만 찍으라고 해도 말을 듣지 않자 주먹으로 그를 쳤다. 그 후 사가와 류(한국명: 한지용)는 니시노 마코토(한국명: 이시호)의 침대 밑에 자신의 반지를 숨기고 그의 볼펜을 가져나와 니시노 마코토(이시호)가 반지를 훔쳤다고 누명을 쓰게 하였다. 코고로(유명한)이 볼펜을 근거로 마코토(이시호)가 스콜피온이라고 지목했으나, 깃털 알레르기가 있어 누명을 벗게 되었다.
- 코사카 나쓰미(한국명: 채나미) (27세) : 시노하라 에미 / 이지영

제과제빵사. 파리에서 제빵사로 일하고 있으며, 임페리얼 이스터 에그를 만든 장본인 키이치(한국명: 채길석)의 증손녀이다. 증조할머니의 영향으로 눈동자 색은 회색이다.
- 사와베 크라노스케(한국명: 박정배) (65세) : 요다 에이스케 / 신용우

코사카 집안의 집사. 코사카 집안의 집사로써 코난 일행을 보태니카의 성으로 안내한다.
- 코사카 키이치(한국명: 채길석)

파베르제의 공방 장인. 임페리얼 이스터 에그를 만든 장본인이며 니콜라이 2세 황제의 셋째 딸 마리아와 결혼하였다. 보태니카의 성을 지었고, 임페리얼 이스터 에그 밑에 마경 기술을 사용하여 보태니카의 성 그림을 넣어 언젠가 자신의 후손이 자신의 아내의 유해와 나머지 에그를 찾아달라는 마음에서 여러 단서를 남겼다.

## 주제가
- B'z <One>

## 특징
- 극장판 3기 《세기 말의 마술사》편에 등장하는 대부분의 주요인물들은 극장판 10기 《탐정들의 진혼가》편에서 재등장하게 된다.[2]
- 극장판 8기 《은빛 날개의 마술사》편이 개봉되기 전까지 극장판 3기만이 괴도 키드가 등장하는 유일한 극장판이었다.
- 극장판 14기 《천공의 난파선》편에서는 극중 도난 사건이 극장판 3기와는 반대로 도쿄에서 시작해 오사카에서 끝난다.
- TV애니메이션에서 하이바라 아이가 출현함으로써 극장판에서도 출연하기 시작, 첫 출현한 극장판이다
- 작중 진범인 호사 세이란은 코난 극장판 최초의 여성 범인이자 외국인 범인이다.

## 제작위원회
- 소학관
- 요미우리 테레비
- 소학관 프로덕션
- 유니버설 뮤직
- 톰스 엔터테인먼트